# Sasha DiGiulian

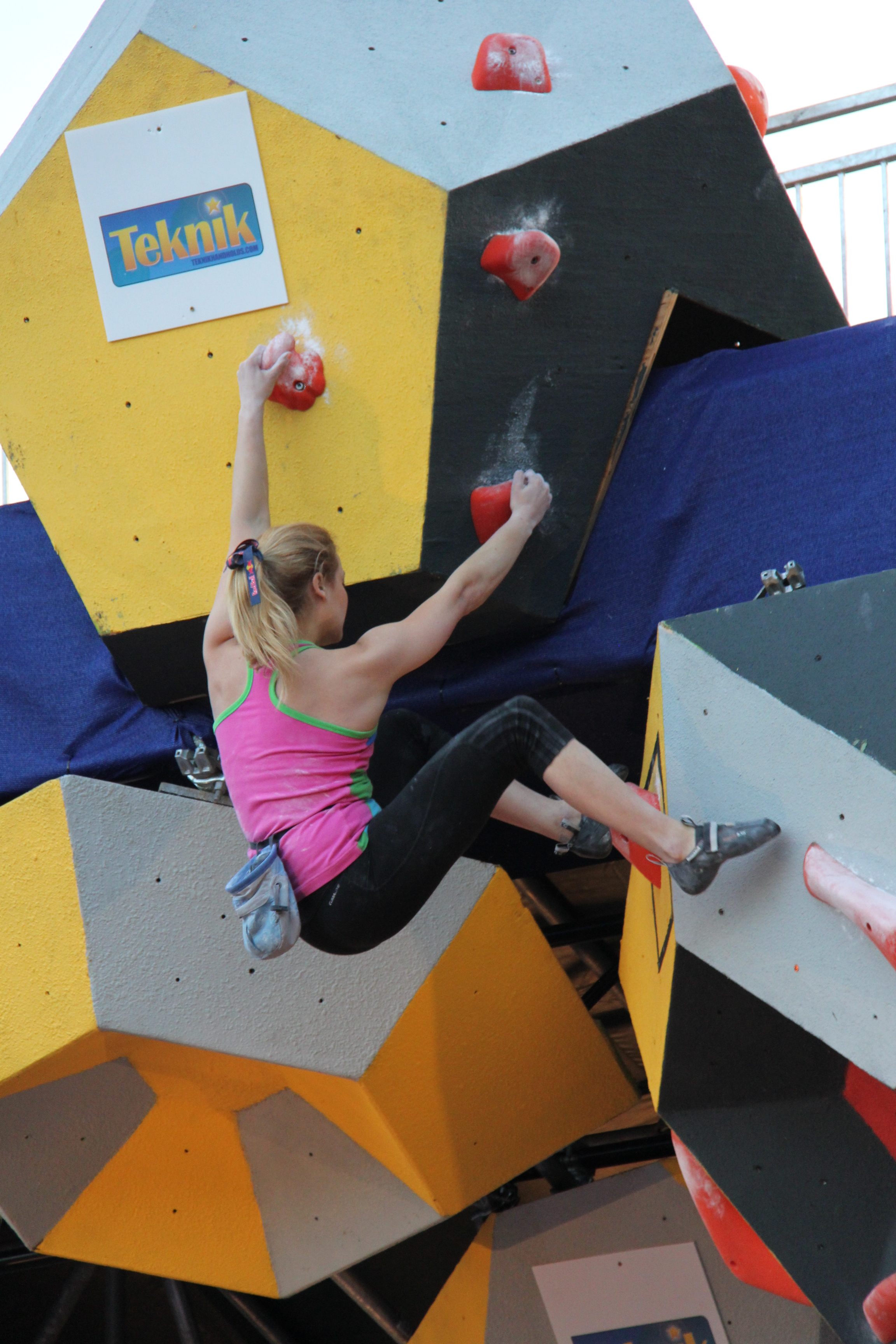
Puchar Dominion Riverrock 2014. Sasha DiGiulian na ścianie w boulderingu.

Sasha DiGiulian (ur. 23 października 1992 w Alexandrii w stanie Wirginia) – amerykańska wspinaczka sportowa. Specjalizowała się w boulderingu oraz w prowadzeniu. Wicemistrzyni świata w boulderingu z 2011. Trzykrotna mistrzyni Ameryki z boulderingu 2010, a z 2012 w konkurencji prowadzenia i w boulderingu. 

## Kariera
Wicemistrzyni świata we wspinaczce sportowej w konkurencji boulderingu z Arco z 2011 roku.
Wielokrotna mistrzyni Ameryki z 2010 (w prowadzeniu), a w 2012 w konkurencji boulderingu oraz w prowadzeniu.
Wielokrotna uczestniczka, medalistka prestiżowych zawodów wspinaczkowych Rock Master we włoskim Arco, gdzie w roku 2011 zdobyła brązowy medal.

## Osiągnięcia

### Mistrzostwa świata
| Konkurencje  | 2011 | 2012 |
| Bouldering   | 2    | 16   |
| Prowadzenie  | 8    | —    |
| Wsp. na czas | 52   | —    |

### Mistrzostwa Ameryki
| Konkurencje  | 2010 | 2012 |
| Bouldering   | —    | 1    |
| Prowadzenie  | 1    | 1    |
| Wsp. na czas | —    | 9    |

### Rock Master
| Konkurencje | 2010 | 2011 | 2012 |
| Bouldering  | 18   | —    | 9    |
| Duel        | —    | 3    | —    |